# Formazione di Monte Adone
Nella geologia italiana ADO è la sigla che individua la caratteristica Formazione di Monte Adone, che comprende due diverse zone nell'ambito della provincia di Bologna che hanno avuto concomitanza temporale di fasi deposizionali, pur in ambienti spazialmente distanti.
La commissione italiana di stratigrafia della Società geologica italiana ha convenuto di suddividere ulteriormente questo sintema in due subsintemi per le peculiarità di composizione, elencati di seguito:

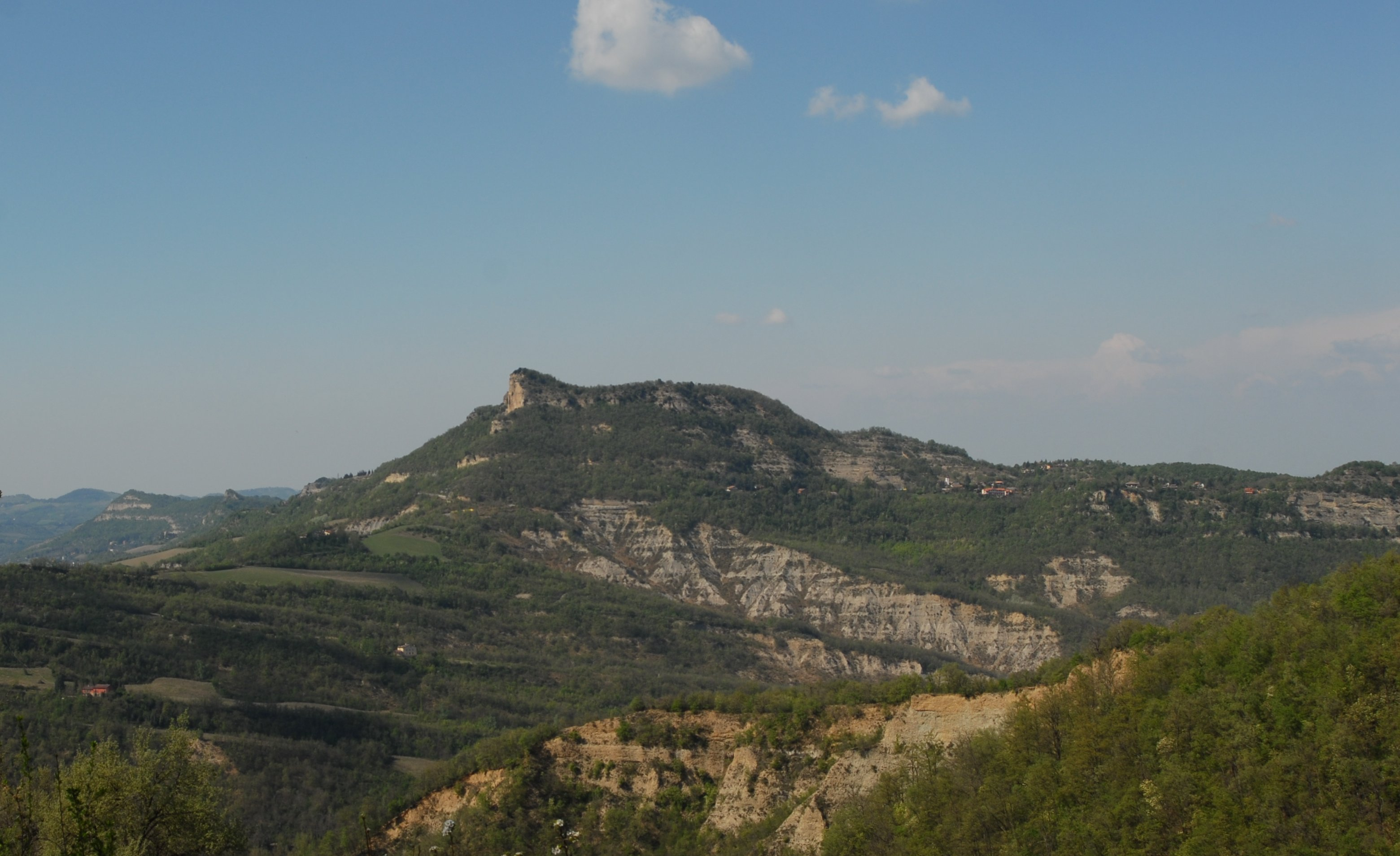
Monte Adone visto da Scascoli

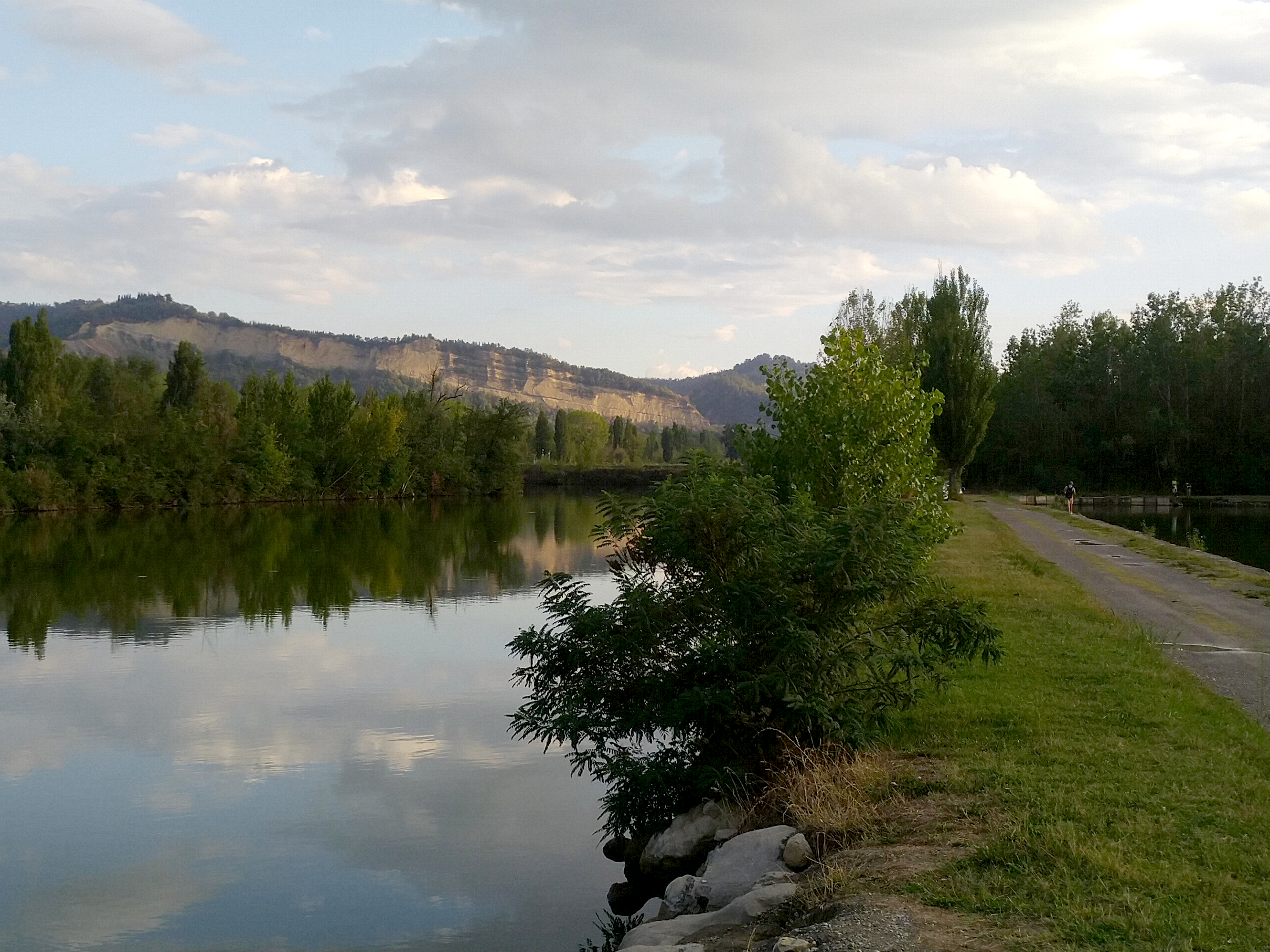
Laghetti de Maglio, panorama verso Ancognano

- ADO1 - Membro di Monte delle Formiche - nel comune di Pianoro, in provincia di Bologna - subsintema stratigrafico dell'Emilia-Romagna
- ADO2 - Membro delle Ganzole - nel comune di Sasso Marconi, in provincia di Bologna - subsintema stratigrafico dell'Emilia-Romagna